# Stenocrepidius
Stenocrepidius là một chi bọ cánh cứng trong họ 
Elateridae.
Chi này được miêu tả khoa học năm 1902 bởi Schwarz.

## Các loài
Các loài trong chi này gồm:
- Stenocrepidius angustus (Schwarz, 1900)
- Stenocrepidius elongatus (Schwarz, 1900)
- Stenocrepidius estebanus Fleutiaux, 1891
- Stenocrepidius rubripennis (Schwarz, 1900)
- Stenocrepidius simoni Fleutiaux, 1891